# Baía de Subic
Baía de Subic  é uma baía na costa oeste da ilha de Luzon, nas Filipinas, a cerca de 100 km (62 mi) noroeste da Baía de Manila . Uma extensão do Mar da China Meridional, suas costas eram anteriormente o local de uma importante instalação da Marinha dos Estados Unidos ,a Base Naval dos Estados Unidos na Baía de Subic agora uma área industrial e comercial conhecida como Subic Bay Freeport Zone sob a Autoridade Metropolitana da Baía de Subic.
Hoje, a água, bem como as cidades e estabelecimentos ao redor da baía, são conhecidas coletivamente como Baía de Subic. Isso inclui a antiga base naval, o estaleiro de Hanjin, a cidade de Olongapo, a cidade municipal de Subic e as antigas áreas de habitação de defesa dos Estados Unidos de Binictican e Kalayan, até Morong.
A baía foi reconhecida por suas águas profundas e protegidas, mas o desenvolvimento foi lento devido à falta de terreno nivelado ao redor da baía.

## História

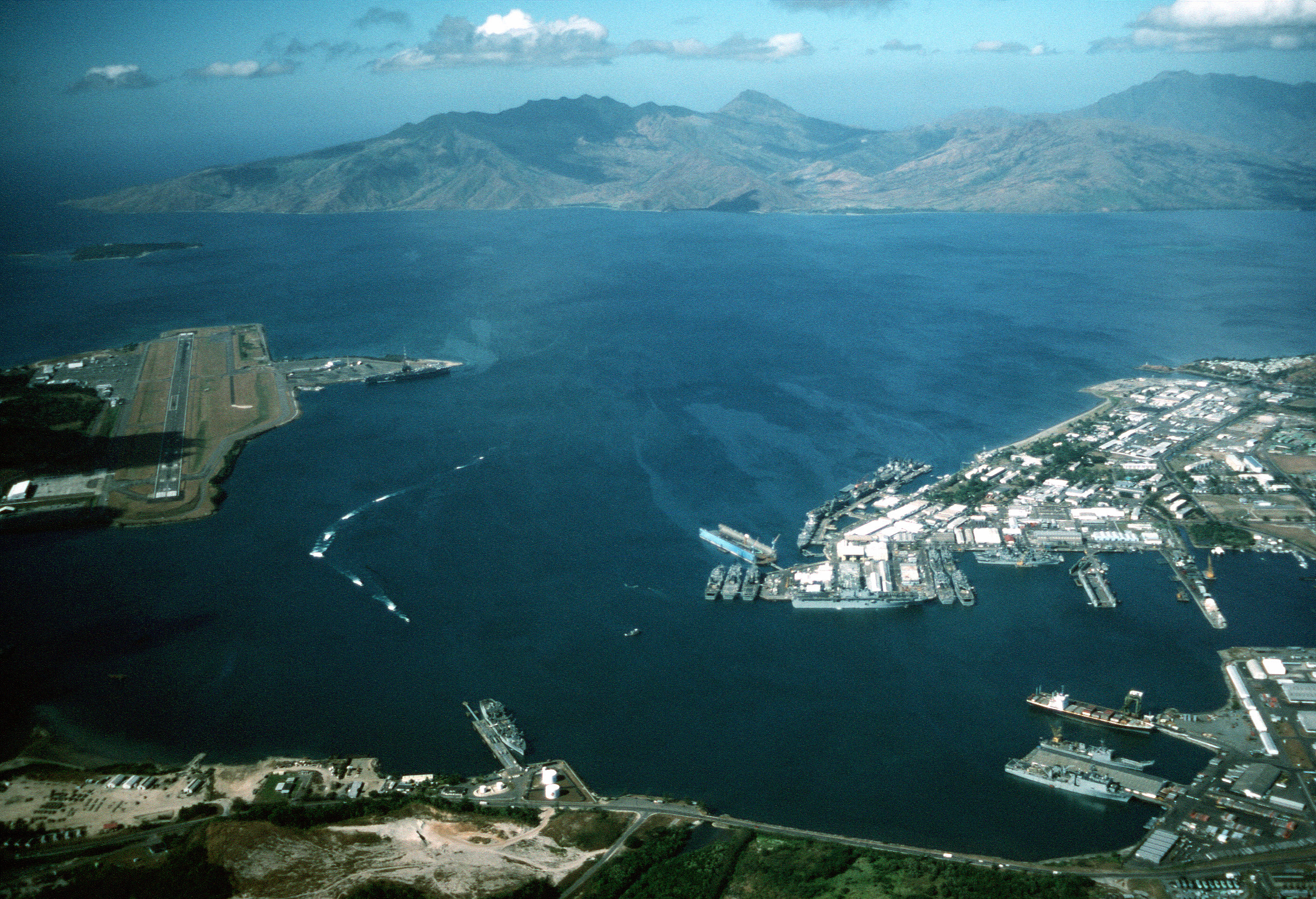
Vista aérea da Base Naval dos EUA em Subic Bay à direita e da Naval Air Station Cubi Point à esquerda em 1990.

Em 1542, o conquistador espanhol Juan de Salcedo navegou para a baía de Subic, mas nenhum porto se desenvolveu lá porque a principal base naval espanhola seria estabelecida na baía de Manila, nas proximidades. Quando os britânicos capturaram esta base em 1762, os espanhóis foram forçados a encontrar um local alternativo e a Baía de Subic foi considerada um porto estratégico e excelente. Em 1884, o rei Alfonso XII da Espanha decretou que Subic se tornaria "um porto naval e as propriedades pertencentes a ele reservadas para fins navais".
Os americanos capturaram a base espanhola em 1899 durante a Guerra Filipino-Americana e controlaram a baía até 1991. Durante este período, as instalações navais foram grandemente construídas e expandidas, incluindo uma nova estação aérea naval que foi construída no início dos anos 1950 cortando a metade superior de uma montanha e movendo o solo para recuperar uma parte da Baía de Subic. Em 1979, a área sob controle americano foi reduzida de 24,000 ha (59,000 acres) para 6,300 ha (16,000 acres) quando as Filipinas reivindicaram domínio soberano sobre a base.
Em 2012, surgiu uma polêmica quando uma empresa de transporte contratada foi acusada de despejar lixo tóxico na Baía de Subic. O MT Glenn Guardian, um dos navios de propriedade de uma empresa da Malásia, recolheu 189,500 l (41,700 imp gal; 50,100 US gal) de lixo doméstico e cerca de 760 l (170 imp gal; 200 US gal) de água do USS Emory S. Land , um navio da Marinha dos EUA. Desde que a empresa malaia foi contratada pela Marinha dos Estados Unidos, embora com a aprovação filipina, o incidente acendeu os sentimentos antiamericanos de um grupo militante nas Filipinas.

## Parque Natural de Pamulaklakin
O Parque Natural Pamulaklakin é uma área de reserva de Binictican. Parte dos 11.000 hectares de floresta está na Baía de Subic. A Autoridade Metropolitana de Subic Bay criou o parque para complementar a renda dos povos indígenas. O termo "Pamulaklakin" deriva de uma palavra para uma videira de ervas na língua nativa Ambala.

## Naufrágios de Subic Bay
A maioria dos naufrágios em Subic Bay é resultado da Guerra Hispano-Americana em 1898 ou da Segunda Guerra Mundial, quando aviões americanos afundaram vários navios japoneses.
- El Capitan (ex-USS Majaba) era um cargueiro de quase 3.000 toneladas, pouco menos de 130 m (427 ft) comprimento. Em 1946, ela afundou em Subic Bay, onde descansou em um fundo inclinado

- Navio Oryoku Maru : Em 15 de dezembro de 1944, ele tinha 1.619 prisioneiros de guerra americanos, britânicos e tchecos a bordo quando foi afundado sob pesado bombardeio por caças americanos enquanto a caminho de Subic Bay para o Japão. Ela estava a menos de meio quilômetro do Píer Alava quando foi atacada. Cerca de 300 prisioneiros morreram durante a curta viagem de Manila e durante o ataque

- Seian Maru : Durante um ataque aéreo na Baía de Subic, o cargueiro de 3.712 toneladas Seian Maru foi bombardeado e afundado. Isso ocorreu apenas quatro dias após o naufrágio do Oryoku Maru em 19 de dezembro de 1944.

- Landing Ship, Tank LST-559 :[7] Ela foi afundada no meio de Subic Bay entre o extremo sul da pista e a Ilha Grande.

- O velho USS New York, que foi renomeada para USS Rochester em 1917. No início da invasão japonesa nas Filipinas, este navio funcionava como uma oficina flutuante e depósito. O casco blindado do cruzador desativado foi considerado valioso demais para permitir que as forças japonesas o capturassem, então as forças americanas afundaram o navio em dezembro de 1941.
- San Quintin: Durante a Guerra Hispano-Americana em 1898, os espanhóis afundaram seu San Quintín (agora frequentemente chamado de San Quentin ) na esperança de bloquear a passagem entre a Ilha Grande e as Ilhas Chiquita perto da foz da Baía de Subic. *  USS Lanikai, um iate movido a diesel de escuna que serviu na Marinha dos Estados Unidos durante a Primeira Guerra Mundial e a Segunda Guerra Mundial antes de ser transferido para a Marinha Real da Austrália.[8]  Caça-minas auxiliar japonês Banshu Maru No. 52.[9]  * Barco de patrulha japonês não identificado: embora algumas fontes identifiquem este naufrágio como a canhoneira japonesa convertida Aso Maru, [9] Fontes navais japonesas e americanas indicam que o Aso Maru foi torpedeado e afundado em 9 de maio de 1943 pelo submarino americano USS Gar na Ilha de Negros costa sudoeste.[10]